# Car et Bus du Mans

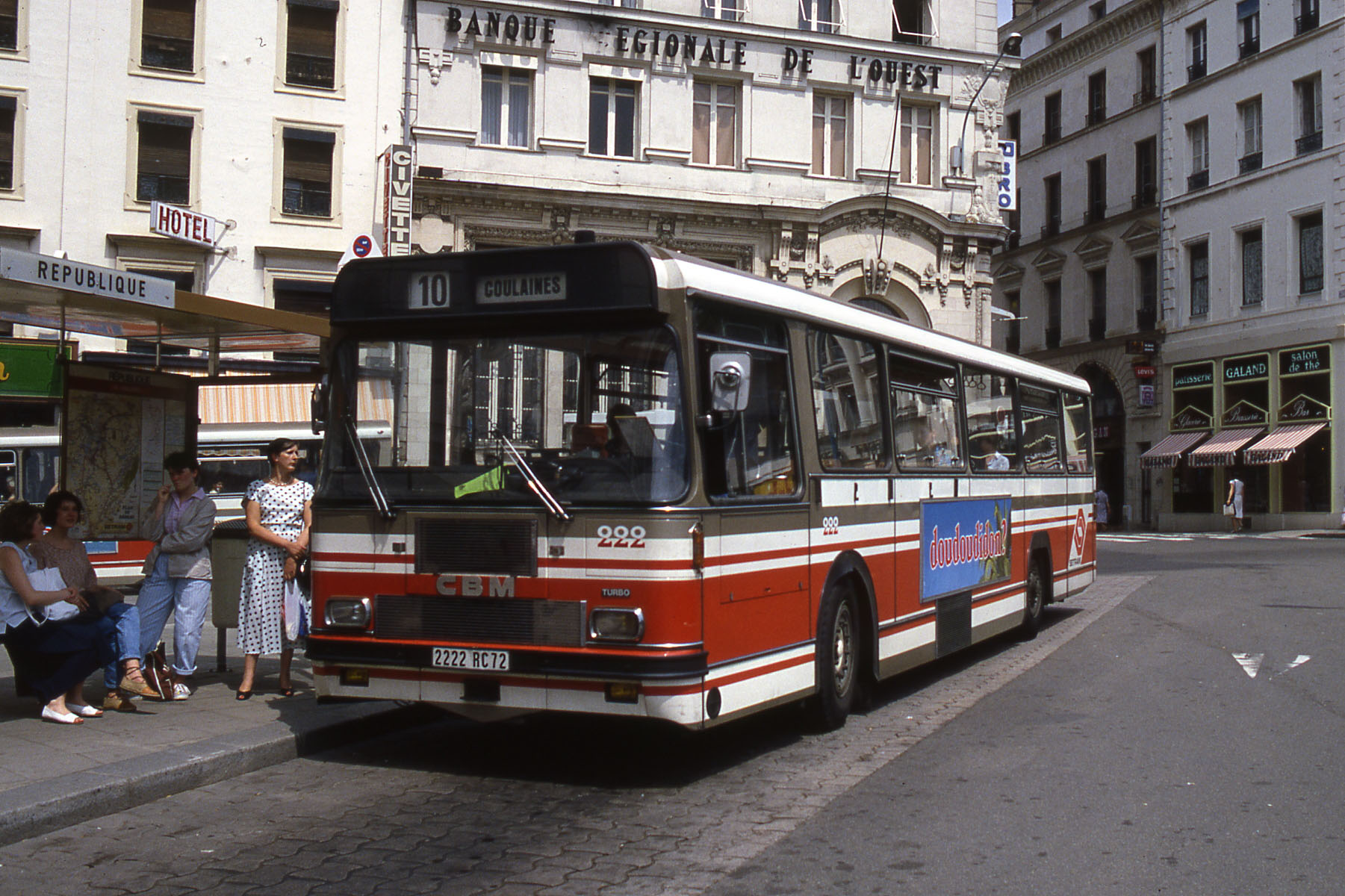
Autobus CBM na przystanku w Le Mans

Car et Bus du Mans (CBM) - niewielki francuski producent, który próbował próprzełamać hegemonię Renault na lokalnym rynku. Firma została założona w 1976 roku w mieście Le Mans. Produkowała autobusy na potrzeby lokalnych przewoźników, głównie autobusy podmiejskie i międzymiastowe przy użyciu komponentów DAF i AEC. Pod koniec lat 70. przestawiła się na produkcję autobusów miejskich TDU z silnikiem z przodu pojazdu i LMB z silnikiem z tyłu, próbując w ten sposób przekonać do siebie posiadaczy autobusów Saviem i Berliet o podobnych parametrach. Każdy z typów był oferowany w różnych długościach. Mimo to oferta przekonywała jedynie nielicznych. Dlatego od 1983 roku produkowano tylko midibusy 220B. To jednak nie przyniosło spodziewanych zysków i w 1986 roku produkcję autobusów zamknięto, a zakłady stały się producentem części samochodowych. Zakłady produkujące części samochodowe przetrwały do dziś, działając pod tą samą nazwą.